# أليسون فيشر (ممثلة)
أليسون فيشر (بالإنجليزية: Allison Fischer)‏ هي مغنية وممثلة أمريكية، ولدت في 19 أكتوبر 1988 في نيوجيرسي في الولايات المتحدة.

## وصلات خارجية
- أليسون فيشر (ممثلة) على موقع IMDb (الإنجليزية)
- أليسون فيشر (ممثلة) على موقع قاعدة بيانات برودواي على الإنترنت (الإنجليزية)